# 熊本市立長嶺中学校
熊本市立長嶺中学校（くまもとしりつ ながみねちゅうがっこう）は、熊本県熊本市東区長嶺南七丁目にある公立中学校。

## 沿革
- 1991年（平成3年） - 熊本市立錦ヶ丘中学校、熊本市立西原中学校、熊本市立東部中学校より分離し開校

## 歴代校長
- 1991年（平成3年） - 初代校長 池田 昌昭
- 1993年（平成5年） - 第2代校長 磯田 康吉
- 1995年（平成7年） - 第3代校長 城 英志
- 1997年（平成9年） - 第4代校長 高木 公男
- 1998年（平成10年） - 第5代校長 澤 謙一郎
- 2000年（平成12年） - 第6代校長 山田 勇校
- 2003年（平成15年） - 第7代校長 松本 英隆
- 2007年（平成19年） - 第8代校長 島村 正明
- 2009年（平成21年） - 第9代校長 鳴神 勝
- 2012年（平成24年） - 第10代校長 堤 裕
- 2014年（平成26年） - 第11代校長 中西 英隆
- 2016年（平成28年） - 第12代校長 楠木 正昭
- 2018年（平成30年） - 第13代校長 白川 悦子
- 2019年（令和元年） - 第14代校長 大園 隆明
- 2022年（令和4年） - 第15代校長 猿渡 功治
- 2025年（令和7年）  - 第16代校長 小西 俊朗

## クラブ活動

### 運動部
- 野球部
- サッカー部
  - 2009年（平成21年） - 全国中学校体育大会出場
- 陸上・駅伝部
  - 2013年（平成25年） - 市中体連陸上競技大会 完全優勝
- 男子バレーボール部
- 女子バレーボール部
  - 2006年（平成18年） - 全国中学校体育大会ベスト16
  - 2007年（平成19年） - 全国中学校体育大会出場
- 男子バスケットボール部
- 女子バスケットボール部
- 男子ソフトテニス部
- 女子ソフトテニス部
- 男子ハンドボール部
- 女子ハンドボール部
- 女子ソフトボール部
  - 2006年（平成18年） - 全国中学校体育大会出場
- 剣道部
- 卓球部
- 水泳部

### 文化部
- 吹奏楽部
  - 2018年（平成30年）  -第62回熊本県吹奏楽コンクール金賞
- 放送部
- 合唱部（2007年から発足）
  - 2008年（平成20年）  - 第63回九州合唱コンクール銀賞
  - 2009年（平成21年） - NHK全国学校音楽コンクール熊本県コンクール銀賞・第64回九州合唱コンクール銀賞
- 和文化クラブ
- 美術クラブ

## 著名な出身者
- 中原理菜 - アナウンサー
- 甲斐麻美 - 女優、グラビアアイドル
- 車屋紳太郎 - プロサッカー選手
- 原田拓 - 元プロサッカー選手
- 宮崎大志郎 - 元プロサッカー選手[1]
- 谷口彰悟 - プロサッカー選手
- 豊川雄太 - プロサッカー選手
- 村上宗隆 - プロ野球選手[2][3][4]
- 津田啓史 - プロ野球選手[3][4]

## 学校周辺
- 熊本県立大学
- 熊本市立長嶺小学校
- 熊本市立託麻南小学校